# Euproctis fulvipuncta
Euproctis fulvipuncta är en fjärilsart som beskrevs av George Francis Hampson 1893. Euproctis fulvipuncta ingår i släktet Euproctis och familjen tofsspinnare. Inga underarter finns listade i Catalogue of Life.